# 1397 Umtata
1397 Umtata је астероид главног астероидног појаса чија средња удаљеност од Сунца износи 2,685 астрономских јединица (АЈ).
Апсолутна магнитуда астероида је 11,47 а геометријски албедо 0,233.